# Calendario de los Juegos Europeos de Bakú 2015
El calendario de los Juegos Europeos de Bakú 2015 presenta la hora y fecha de las finales de las 253 pruebas disputadas en los 20 deportes que conformaron el programa de este evento. Las horas aparecen indicadas respecto a la hora local de Bakú(UTC+4) y se incluyen además las naciones ganadoras de cada medalla.
| Días 13 14 15 16 17 18 19 20 21 22 23 24 25 26 27 28 |

| 13 de junio |             |                       |                                   |              |                 |                          |
| 1           | 12:00–13:30 | Ciclismo de montaña   | Campo a través F                  | Suiza        | Suiza           | Polonia                  |
| 2           | 12:30–14:30 | Triatlón              | Individual F                      | Suiza        | Países Bajos    | Suecia                   |
| 3           | 15:30–17:15 | Ciclismo de montaña   | Campo a través M                  | Suiza        | Suiza           | Suiza                    |
| 4           | 15:30–17:15 | Karate                | Kumite –50 kg F                   | Turquía      | Austria         | Francia                  |
| 5           | 15:45–17:40 | Karate                | Kumite –55 kg F                   | Francia      | Croacia         | Azerbaiyán               |
| 6           | 16:00–18:00 | Karate                | Kumite –60 kg M                   | Azerbaiyán   | Italia          | Macedonia del Norte      |
| 7           | 16:15–18:30 | Karate                | Kumite –67 kg M                   | Turquía      | Francia         | Azerbaiyán               |
| 8           | 16:30–18:45 | Karate                | Kumite –61 kg F                   | Francia      | Turquía         | Croacia                  |
| 9           | 16:45–19:00 | Karate                | Kumite –75 kg M                   | Azerbaiyán   | Italia          | Turquía                  |
| 10          | 19:00–19:20 | Lucha grecorromana    | 59 kg M                           | Rusia        | Bielorrusia     | Azerbaiyán · Francia     |
| 11          | 19:20–19:40 | Lucha grecorromana    | 71 kg M                           | Azerbaiyán   | Hungría         | Croacia · Alemania       |
| 12          | 19:40–20:00 | Lucha grecorromana    | 80 kg M                           | Rusia        | Azerbaiyán      | Bulgaria · Bielorrusia   |
| 13          | 20:00–20:20 | Lucha grecorromana    | 98 kg M                           | Rusia        | Ucrania         | Francia · Turquía        |
| 14 de junio |             |                       |                                   |              |                 |                          |
| 14          | 12:30–14:30 | Triatlón              | Individual M                      | Reino Unido  | Portugal        | Azerbaiyán               |
| 15          | 17:00–17:15 | Karate                | Kata M                            | España       | Italia          | Turquía                  |
| 16          | 17:15–17:30 | Karate                | Kata M                            | España       | Francia         | Turquía                  |
| 17          | 17:45–18:00 | Karate                | Kumite –68 kg F                   | Azerbaiyán   | Austria         | Montenegro               |
| 18          | 18:00–18:15 | Karate                | Kumite +68 kg F                   | Croacia      | Turquía         | Rusia                    |
| 19          | 18:30–18:45 | Karate                | Kumite –84 kg M                   | Azerbaiyán   | Grecia          | Turquía                  |
| 20          | 18:45–19:00 | Karate                | Kumite +84 kg M                   | Turquía      | Alemania        | Macedonia del Norte      |
| 21          | 19:00–19:20 | Lucha grecorromana    | 66 kg M                           | Rusia        | Armenia         | Azerbaiyán · Eslovaquia  |
| 22          | 19:20–19:40 | Lucha grecorromana    | 75 kg M                           | Azerbaiyán   | Serbia          | Ucrania · Rusia          |
| 23          | 19:45–20:05 | Lucha grecorromana    | 85 kg M                           | Rusia        | Ucrania         | Alemania · Turquía       |
| 24          | 20:05–20:25 | Lucha grecorromana    | 130 kg M                          | Turquía      | Azerbaiyán      | Estonia · Bielorrusia    |
| 15 de junio |             |                       |                                   |              |                 |                          |
| 25          | 10:00–10:15 | Piragüismo            | K1 1000 m M                       | Alemania     | Portugal        | Dinamarca                |
| 26          | 10:20–10:25 | Piragüismo            | C1 1000 m M                       | Alemania     | República Checa | Hungría                  |
| 27          | 10:32–10:37 | Piragüismo            | K4 500 m F                        | Hungría      | Alemania        | Polonia                  |
| 28          | 10:45–10:50 | Piragüismo            | K2 1000 m M                       | Hungría      | Alemania        | Bielorrusia              |
| 29          | 10:50–10:57 | Piragüismo            | C2 1000 m M                       | Bielorrusia  | Rusia           | Alemania                 |
| 30          | 10:00–11:00 | Natación sincronizada | Duetos F                          | Rusia        | Austria         | Ucrania                  |
| 31          | 09:30–15:30 | Tenis de mesa         | Equipo F                          | Alemania     | Países Bajos    | República Checa          |
| 32          | 10:00–18:45 | Gimnasia artística    | Equipos M                         | Rusia        | Ucrania         | Azerbaiyán               |
| 33          | 10:00–18:45 | Gimnasia artística    | Equipos F                         | Rusia        | Alemania        | Países Bajos             |
| 34          | 18:00–19:15 | Natación sincronizada | Equipo F                          | Rusia        | España          | Ucrania                  |
| 35          | 19:00–19:20 | Lucha libre           | 48 kg F                           | Azerbaiyán   | Bulgaria        | Polonia · Rusia          |
| 36          | 19:20–19:40 | Lucha libre           | 55 kg F                           | Suecia       | Polonia         | Bulgaria · Azerbaiyán    |
| 37          | 19:40–20:00 | Lucha libre           | 60 kg F                           | Hungría      | Rusia           | Bielorrusia · Bulgaria   |
| 38          | 20:05–20:20 | Lucha libre           | 69 kg F                           | Ucrania      | Israel          | Rusia · Alemania         |
| 39          | 17:00–22:30 | Tenis de mesa         | Equipo M                          | Portugal     | Francia         | Austria                  |
| 16 de junio |             |                       |                                   |              |                 |                          |
| 40          | 10:00–11:25 | Natación sincronizada | Duetos F                          | Rusia        | España          | Austria                  |
| 41          | 11:05–11:15 | Piragüismo            | K1 500 m F                        | Hungría      | Austria         | Polonia                  |
| 42          | 11:25–11:35 | Piragüismo            | K4 1000 m M                       | Hungría      | Rusia           | Bielorrusia              |
| 43          | 11:40–11:50 | Piragüismo            | K2 500 m F                        | Serbia       | Rumania         | Hungría                  |
| 44          | 11:15–11:45 | Tiro                  | Rifle 10 m M                      | Bielorrusia  | Italia          | Israel                   |
| 45          | 14:00–14:30 | Tiro                  | Rifle 10 m F                      | Serbia       | Suiza           | Alemania                 |
| 46          | 15:05–15:10 | Piragüismo            | K1 200 m M                        | Hungría      | Suecia          | Reino Unido              |
| 47          | 15:10–15:15 | Piragüismo            | K1 200 m F                        | Polonia      | Rusia           | Hungría                  |
| 48          | 15:15–15:25 | Piragüismo            | C1 200 m M                        | Lituania     | Azerbaiyán      | República Checa          |
| 49          | 15:35–15:40 | Piragüismo            | K2 200 m M                        | Serbia       | Alemania        | Hungría                  |
| 50          | 15:40–15:45 | Piragüismo            | K2 200 m F                        | Bielorrusia  | Serbia          | Ucrania                  |
| 51          | 16:30–17:00 | Piragüismo            | K1 5000 m F                       | Bielorrusia  | Reino Unido     | Hungría                  |
| 52          | 17:05–17:35 | Piragüismo            | K1 5000 m M                       | Alemania     | Portugal        | Francia                  |
| 53          | 16:30–17:15 | Tiro                  | Foso F                            | España       | San Marino      | Rusia                    |
| 54          | 18:00–19:20 | Natación sincronizada | Combinación F                     | Rusia        | España          | Ucrania                  |
| 55          | 19:00–19:20 | Lucha libre           | 53 kg F                           | Azerbaiyán   | Polonia         | Turquía · Bielorrusia    |
| 56          | 19:20–19:40 | Lucha libre           | 58 kg F                           | Hungría      | Ucrania         | Turquía · Noruega        |
| 57          | 19:40–20:00 | Lucha libre           | 63 kg F                           | Rusia        | Ucrania         | Letonia · Bielorrusia    |
| 58          | 20:00–20:20 | Lucha libre           | 75 kg F                           | Bielorrusia  | Rusia           | España · Moldavia        |
| 59          | 21:15–22:30 | Taekwondo             | –49 kg F                          | Reino Unido  | Serbia          | Croacia · Azerbaiyán     |
| 60          | 21:30–22:45 | Taekwondo             | –58 kg M                          | Portugal     | España          | Bélgica · Alemania       |
| 17 de junio |             |                       |                                   |              |                 |                          |
| 61          | 11:00–11:30 | Tiro                  | Pistola 10 m F                    | Serbia       | España          | Bielorrusia              |
| 62          | 10:00–12:20 | Gimnasia rítmica      | Concurso completo por conjuntos F | Rusia        | Israel          | Bielorrusia              |
| 63          | 14:45–15:25 | Tiro                  | Foso M                            | Rusia        | Eslovaquia      | Italia                   |
| 64          | 17:00–17:30 | Tiro                  | Pistola 10 m M                    | Serbia       | Portugal        | Eslovaquia               |
| 65          | 19:00–19:20 | Lucha libre           | kg M                              | Rusia        | Alemania        | Moldavia · Turquía       |
| 66          | 19:20–19:40 | Lucha libre           | kg M                              | Azerbaiyán   | Italia          | Turquía · Rusia          |
| 67          | 19:40–20:00 | Lucha libre           | kg M                              | Rusia        | Turquía         | Azerbaiyán · Georgia     |
| 68          | 20:00–20:20 | Lucha libre           | kg M                              | Azerbaiyán   | Georgia         | Ucrania · Rusia          |
| 69          | 19:15–20:15 | Tiro con arco         | Equipo mixto                      | Italia       | Georgia         | Ucrania                  |
| 70          | 21:15–22:30 | Taekwondo             | –57 kg F                          | Reino Unido  | Croacia         | Suecia · España          |
| 71          | 21:30–22.45 | Taekwondo             | –68 kg M                          | Azerbaiyán   | Polonia         | España · Rusia           |
| 18 de junio |             |                       |                                   |              |                 |                          |
| 72          | 10:00–11:30 | Ciclismo en ruta      | Contrarreloj F                    | Países Bajos | Ucrania         | Países Bajos             |
| 73          | 11:30–12:00 | Tiro con arco         | Equipo F                          | Italia       | Bielorrusia     | Ucrania                  |
| 74          | 13:30–14:00 | Tiro                  | Pistola pos. tendida 50 m M       | Alemania     | Italia          | Bielorrusia              |
| 75          | 13:00–16:00 | Ciclismo en ruta      | Contrarreloj M                    | Bielorrusia  | Países Bajos    | España                   |
| 76          | 16:15–16:45 | Tiro con arco         | Equipo M                          | Ucrania      | España          | Países Bajos             |
| 77          | 16:20–16:50 | Tiro                  | Foso mixto                        | Eslovaquia   | Rusia           | San Marino               |
| 78          | 19:00–19:20 | Lucha libre           | 61 kg M                           | Rusia        | Georgia         | Azerbaiyán · Ucrania     |
| 79          | 19:20–19:40 | Lucha libre           | 70 kg M                           | Rusia        | Polonia         | Turquía · Azerbaiyán     |
| 80          | 19:40–20:00 | Lucha libre           | 86 kg M                           | Rusia        | Moldavia        | Polonia · Georgia        |
| 81          | 20:00–20:20 | Lucha libre           | 125 kg M                          | Turquía      | Bielorrusia     | Georgia · Azerbaiyán     |
| 82          | 17:30–20:00 | Gimnasia artística    | Concurso completo ind. F          | Ucrania      | Azerbaiyán      | Rusia                    |
| 83          | 17:30–20:00 | Gimnasia artística    | Concurso completo ind. M          | Rusia        | Suiza           | Países Bajos             |
| 84          | 19:00–20:00 | Saltos                | Trampolín 1 m M                   | Rusia        | Rusia           | Reino Unido              |
| 85          | 20:30–21:15 | Saltos                | Plataforme 10 m F                 | Reino Unido  | Rusia           | Alemania                 |
| 86          | 21:15–22:30 | Taekwondo             | –67 kg F                          | Rusia        | Azerbaiyán      | Suecia · Turquía         |
| 87          | 21:30–22.45 | Taekwondo             | –80 kg M                          | Azerbaiyán   | Rusia           | Reino Unido · Portugal   |
| 19 de junio |             |                       |                                   |              |                 |                          |
| 88          | 10:00–11:00 | Gimnasia acrobática   | Concurso completo grupo F         | Bélgica      | Rusia           | Bielorrusia              |
| 89          | 11:45–12:15 | Tiro                  | Rifle en 3 posiciones F           | Italia       | Francia         | Austria                  |
| 90          | 13:00–14:00 | Gimnasia acrobática   | Concurso completo par mixto       | Rusia        | Bélgica         | Reino Unido              |
| 91          | 12:40–14:00 | Gimnasia rítmica      | Concurso completo ind. F          | Rusia        | Rusia           | Bielorrusia              |
| 92          | 17:00–17:30 | Tiro                  | Doble foso M                      | Rusia        | Hungría         | Italia                   |
| 93          | 16:30–17:30 | Tenis de mesa         | Individual F                      | Países Bajos | Países Bajos    | Turquía                  |
| 94          | 19:00–20:00 | Tenis de mesa         | Individual M                      | Alemania     | Bielorrusia     | Ucrania                  |
| 95          | 19:00–19:45 | Saltos                | Trampolín 3 m sincro. M           | Rusia        | Reino Unido     | Alemania                 |
| 96          | 20:25–21:10 | Saltos                | Trampolín 1 m F                   | Rusia        | Alemania        | Ucrania                  |
| 97          | 21:15–22:30 | Taekwondo             | +67 kg F                          | Francia      | Serbia          | Croacia · Rusia          |
| 98          | 21:30–22:45 | Taekwondo             | +80 kg M                          | Azerbaiyán   | Rusia           | Croacia · España         |
| 20 de junio |             |                       |                                   |              |                 |                          |
| 99          | 11:30–12:00 | Tiro                  | Pistola 50 m M                    | Serbia       | Eslovaquia      | Turquía                  |
| 100         | 13:15–13:45 | Tiro                  | Pistola 25 m F                    | Suiza        | Bulgaria        | Alemania                 |
| 101         | 12:00–15:30 | Ciclismo en ruta      | Ruta F                            | Bielorrusia  | Polonia         | Países Bajos             |
| 102         | 15:30–16:00 | Tiro                  | Skeet F                           | Reino Unido  | Italia          | Italia                   |
| 103         | 16:00–16:20 | Gimnasia artística    | Suelo M                           | España       | Alemania        | Rusia                    |
| 104         | 16:30–17:10 | Gimnasia artística    | Caballo con aros M                | Eslovenia    | Azerbaiyán      | Reino Unido              |
| 105         | 16:30–17:10 | Gimnasia artística    | Salto de potro F                  | Suiza        | Rusia           | Países Bajos             |
| 106         | 17:20–17:50 | Gimnasia artística    | Anillas M                         | Grecia       | Rusia           | Turquía                  |
| 107         | 17:20–17:50 | Gimnasia artística    | Asimétricas F                     | Rusia        | Alemania        | Rumania                  |
| 108         | 17:50–18:20 | Gimnasia artística    | Salto de potro M                  | Ucrania      | Países Bajos    | Azerbaiyán               |
| 109         | 17:50–18:20 | Gimnasia artística    | Barra de equilibrio F             | Países Bajos | Rumania         | Suiza                    |
| 110         | 18:45–19:20 | Gimnasia artística    | Paralelas M                       | Azerbaiyán   | Rusia           | Rumania                  |
| 111         | 18:45–19:20 | Gimnasia artística    | Suelo F                           | Suiza        | Rusia           | Países Bajos             |
| 112         | 19:25–19:45 | Gimnasia artística    | Barra fija M                      | Alemania     | Grecia          | Rusia                    |
| 113         | 19:00–19:45 | Saltos                | Trapolín 3 m sincro. F            | Alemania     | Rusia           | Ucrania                  |
| 114         | 20:30–21:00 | Saltos                | Trampolín 3 m M                   | Reino Unido  | Italia          | Rusia                    |
| 115         | 19:30–21:00 | Waterpolo             | Torneo F                          | Rusia        | España          | Grecia                   |
| 116         | 22:00–23:00 | Vóley playa           | Torneo F                          | Suiza        | Austria         | Lituania                 |
| 21 de junio |             |                       |                                   |              |                 |                          |
| 117         | 07:00–08:00 | Gimnasia en trampolín | Trampolín ind. M                  | Rusia        | Bielorrusia     | Azerbaiyán               |
| 118         | 07:00–08:00 | Gimnasia en trampolín | Trampolín ind. F                  | Rusia        | Reino Unido     | Bielorrusia              |
| 119         | 07:00–08:00 | Gimnasia aeróbica     | Par mixto                         | España       | Italia          | Rusia                    |
| 120         | 08:00–09:00 | Gimnasia en trampolín | Trampolín sincro. M               | Rusia        | Bielorrusia     | Alemania                 |
| 121         | 08:00–09:00 | Gimnasia en trampolín | Trampolín sincro. F               | Rusia        | Francia         | Portugal                 |
| 122         | 08:00–09:00 | Gimnasia aeróbica     | Grupos                            | Hungría      | Rumania         | España                   |
| 123         | 09:30–10:00 | Tiro                  | Rifle en 3 posiciones 50 m M      | Francia      | Croacia         | Bielorrusia              |
| 124         | 12:05–12:30 | Tiro                  | Skeet M                           | Italia       | Suecia          | Finlandia                |
| 125         | 11:30–12:45 | Gimnasia rítmica      | Aro F                             | Rusia        | Bielorrusia     | Israel                   |
| 126         | 11:30–12:45 | Gimnasia rítmica      | Grupos 5 con cinta F              | Rusia        | Ucrania         | Israel                   |
| 127         | 11:35–12:50 | Gimnasia acrobática   | Par mixto – dinámico              | Rusia        | Bélgica         | Reino Unido              |
| 128         | 07:00–13:00 | Ciclismo en ruta      | Ruta M                            | España       | Ucrania         | República Checa          |
| 129         | 13:00–14:15 | Gimnasia rítmica      | Grupos 3 con mazas y 2 con aro F  | Bielorrusia  | Israel          | Ucrania                  |
| 130         | 13:00–14:15 | Gimnasia rítmica      | Pelota F                          | Rusia        | Ucrania         | Bielorrusia              |
| 131         | 13:00–14:15 | Gimnasia acrobática   | Grupo – balance F                 | Bélgica      | Rusia           | Bielorrusia              |
| 132         | 14:00–14:30 | Tiro                  | Pistola 25 m M                    | Alemania     | Rusia           | Alemania                 |
| 133         | 14:00–14:45 | Tiro con arco         | Individual F                      | Alemania     | Dinamarca       | España                   |
| 134         | 14:30–15:15 | Gimnasia rítmica      | Mazas F                           | Rusia        | Ucrania         | Bielorrusia              |
| 135         | 14:30–15:15 | Gimnasia acrobática   | Par mixto – balance               | Rusia        | Bélgica         | Reino Unido              |
| 136         | 15:20–16:00 | Gimnasia rítmica      | Cinta F                           | Rusia        | Azerbaiyán      | Georgia                  |
| 137         | 15:20–16:00 | Gimnasia acrobática   | Grupo – dinámico F                | Bélgica      | Rusia           | Bielorrusia              |
| 138         | 16:00–17:00 | Saltos                | Trampolín 3 m F                   | Reino Unido  | Rusia           | Georgia                  |
| 139         | 16:30–17:45 | Waterpolo             | Torneo M                          | Serbia       | España          | Grecia                   |
| 140         | 17:15–18:00 | Saltos                | Plataforma 10 m M                 | Reino Unido  | Rusia           | Francia                  |
| 141         | 17:00–19:00 | Vóley playa           | Torneo M                          | Letonia      | Rusia           | República Checa          |
| 22 de junio |             |                       |                                   |              |                 |                          |
| 142         | 14:15–15:00 | Tiro                  | Skeet por equipos                 | Italia       | Chipre          | Francia                  |
| 143         | 16:50–17:30 | Tiro                  | Rifle 10 m por equipos            | Italia       | Dinamarca       | Rusia                    |
| 144         | 17:00–18:00 | Tiro con arco         | Individual M                      | España       | Países Bajos    | Bielorrusia              |
| 145         | 18:20–19:00 | Tiro                  | Pistola 10 m por equipos          | Alemania     | Grecia          | Rusia                    |
| 146         | 19:00–19:20 | Sambo                 | –52 kg F                          | Rusia        | Azerbaiyán      | Bulgaria · Lituania      |
| 147         | 19:20–19:40 | Sambo                 | –57 kg M                          | Rusia        | Azerbaiyán      | Bielorrusia · Georgia    |
| 148         | 19:40–20:00 | Sambo                 | –60 kg F                          | Rusia        | Bulgaria        | Bielorrusia · Rumania    |
| 149         | 20:00–20:20 | Sambo                 | –74 kg M                          | Bielorrusia  | Azerbaiyán      | Georgia · Rusia          |
| 150         | 20:20–20:40 | Sambo                 | –64 kg F                          | Bielorrusia  | Ucrania         | Rusia · Francia          |
| 151         | 20:40–21:00 | Sambo                 | –90 kg M                          | Rusia        | Bielorrusia     | Georgia · Lituania       |
| 152         | 21:00–21:20 | Sambo                 | –68 kg F                          | Serbia       | Bielorrusia     | Francia · Rusia          |
| 153         | 21:20–21:40 | Sambo                 | +100 kg M                         | Rusia        | Azerbaiyán      | Bielorrusia · Ucrania    |
| 154         | 16:00–21:00 | Atletismo             | Torneo por equipos                | Eslovaquia   | Austria         | Israel                   |
| 23 de junio |             |                       |                                   |              |                 |                          |
| 155         | 17:40–17:43 | Natación              | 400 m estilos F                   | Reino Unido  | Italia          | Serbia                   |
| 156         | 18:20–18:23 | Natación              | 400 m libre M                     | Alemania     | Grecia          | Rusia                    |
| 157         | 19:05–19:06 | Natación              | 50 m mariposa M                   | Ucrania      | Polonia         | Rusia                    |
| 158         | 19:08–19:09 | Natación              | 50 m braza F                      | Rusia        | Alemania        | Francia                  |
| 159         | 19:12–19:20 | Natación              | 800 m libre F                     | Reino Unido  | Rusia           | España                   |
| 160         | 19:42–19:45 | Natación              | 4x100 m libre M                   | Reino Unido  | Italia          | Rusia                    |
| 161         | 19:49–19:52 | Natación              | 4x100 m libre F                   | Rusia        | Países Bajos    | Reino Unido              |
| 162         | 19:30–20:00 | Esgrima               | Espada ind. F                     | Rumania      | Rusia           | Rumania · Estonia        |
| 163         | 20:00–20:30 | Esgrima               | Sable ind. M                      | Ucrania      | Rumania         | Italia · Italia          |
| 24 de junio |             |                       |                                   |              |                 |                          |
| 164         | 17:30–17:32 | Natación              | 100 m espalda M                   | Reino Unido  | Rusia           | Alemania                 |
| 165         | 17:34–17:37 | Natación              | 400 m libre F                     | Rusia        | Alemania        | Rusia                    |
| 166         | 17:58–18:00 | Natación              | 200 m mariposa F                  | Alemania     | Italia          | Hungría                  |
| 167         | 18:22–18:23 | Natación              | 100 m libre F                     | Países Bajos | Rusia           | Rusia                    |
| 168         | 18:27–18:29 | Natación              | 200 m braza M                     | Rusia        | Rusia           | Reino Unido              |
| 169         | 18:41–18:43 | Natación              | 200 m espalda F                   | Rusia        | Alemania        | Ucrania                  |
| 170         | 19:16–19:30 | Natación              | 1500 m libre M                    | Francia      | Rusia           | Israel                   |
| 171         | 19:52–19:56 | Natación              | 4x100 m libre mixto               | Rusia        | Reino Unido     | Alemania                 |
| 172         | 18:20–20:00 | Esgrima               | Espada ind. M                     | Francia      | Rusia           | Francia · Noruega        |
| 173         | 18:30–20:30 | Esgrima               | Florete ind. F                    | Italia       | Rusia           | Rusia · Italia           |
| 25 de junio |             |                       |                                   |              |                 |                          |
| 174         | 17.44–17:47 | Natación              | 200 m mariposa M                  | Rusia        | Italia          | Francia                  |
| 175         | 18:18–18:20 | Natación              | 200 m braza F                     | Rusia        | Italia          | Reino Unido              |
| 176         | 18:25–18:27 | Natación              | 100 m libre M                     | Reino Unido  | Italia          | Rusia                    |
| 177         | 18:45–18:48 | Natación              | 200 m estilos M                   | Austria      | Reino Unido     | Alemania                 |
| 178         | 18:59–19:00 | Natación              | 50 m espalda F                    | Austria      | Francia         | Rusia                    |
| 179         | 19:03–19:04 | Natación              | 50 m braza M                      | Lituania     | Croacia         | Dinamarca                |
| 180         | 19:15–19:33 | Natación              | 1500 libre F                      | Italia       | Hungría         | España                   |
| 181         | 19:54–19:58 | Natación              | 4x200 libre M                     | Rusia        | Reino Unido     | Alemania                 |
| 182         | 20:05–20:08 | Natación              | 4x100 m estilos F                 | Rusia        | Países Bajos    | Reino Unido              |
| 183         | 18:00–18:15 | Boxeo                 | Mosca (48 kg) F                   | Reino Unido  | Polonia         | Turquía · Rusia          |
| 184         | 18:15–18:30 | Boxeo                 | Medio (69 kg) F                   | Países Bajos | Suecia          | Alemania · Polonia       |
| 185         | 18:45–19:00 | Boxeo                 | Mosca ligero (46 kg) M            | Rusia        | Irlanda         | Turquía · Ucrania        |
| 186         | 19:15–19:30 | Boxeo                 | Gallo (56 kg) M                   | Rusia        | Bielorrusia     | Azerbaiyán · Reino Unido |
| 187         | 19:45–20:00 | Boxeo                 | Semipesado (81 kg) M              | Azerbaiyán   | Italia          | Rusia · Ucrania          |
| 188         | 18:20–20:00 | Esgrima               | Florete ind. M                    | Italia       | Rusia           | Francia · Italia         |
| 189         | 18:30–20:30 | Esgrima               | Sable ind. F                      | Polonia      | Azerbaiyán      | Azerbaiyán · Francia     |
| 190         | 19:00–19:30 | Yudo                  | –48 kg F                          | Bélgica      | Turquía         | Hungría · Rusia          |
| 191         | 19:30–20:00 | Yudo                  | –60 kg M                          | Rusia        | Azerbaiyán      | Suiza · Georgia          |
| 192         | 20:00–20:30 | Yudo                  | –52 kg F                          | Rumania      | Francia         | Alemania · Rusia         |
| 193         | 20:30–21:00 | Yudo                  | –66 kg M                          | Rusia        | Francia         | Alemania · Rusia         |
| 194         | 21:00–21:30 | Yudo                  | –57 kg F                          | Portugal     | Hungría         | Kosovo · Alemania        |
| 26 de junio |             |                       |                                   |              |                 |                          |
| 195         | 15:30–16:30 | Esgrima               | Espada por equipos F              | Rumania      | Estonia         | Italia                   |
| 196         | 16:30–17:30 | Esgrima               | Sable por equipos M               | Italia       | Rumania         | Alemania                 |
| 197         | 17:30–18:30 | Esgrima               | Florete por equipos F             | Rusia        | Francia         | Italia                   |
| 198         | 18:30–18:33 | Natación              | 200 m espalda M                   | Reino Unido  | Bielorrusia     | Rusia                    |
| 199         | 18:35–18:38 | Natación              | 200 m libre F                     | Rusia        | Países Bajos    | Alemania                 |
| 200         | 18:57–18:59 | Natación              | 100 m mariposa F                  | Rusia        | Reino Unido     | Grecia · Reino Unido     |
| 201         | 19:09–19:25 | Natación              | 800 m libre M                     | Francia      | España          | Alemania                 |
| 202         | 19:29–19:30 | Natación              | 50 m libre F                      | Rusia        | Países Bajos    | Dinamarca                |
| 203         | 19:33–19:34 | Natación              | 50 m espalda M                    | Rusia        | Alemania        | Ucrania                  |
| 204         | 19:46–19:49 | Natación              | 4x100 m estilos mixto             | Rusia        | Reino Unido     | Alemania                 |
| 205         | 18:00–18:15 | Boxeo                 | Gallo (54 kg) F                   | Rusia        | Italia          | Azerbaiyán · Alemania    |
| 206         | 18:15–18:40 | Boxeo                 | Wélter ligero (64 kg) F           | Rusia        | Italia          | Reino Unido · Polonia    |
| 207         | 18:45–19:10 | Boxeo                 | Mosca (52 kg) M                   | Rusia        | Italia          | Alemania · Eslovaquia    |
| 208         | 19:15–19:40 | Boxeo                 | Wélter ligero (64 kg) M           | Azerbaiyán   | Italia          | Ucrania · Alemania       |
| 209         | 19:45–20:10 | Boxeo                 | Superpesado (+91 kg) M            | Reino Unido  | Rusia           | Francia · Azerbaiyán     |
| 210         | 19:15–19:40 | Yudo                  | –57 kg (ciegos) F                 | Ucrania      | Azerbaiyán      | Ucrania · Alemania       |
| 211         | 19:40–20:10 | Yudo                  | –63 kg F                          | Alemania     | Eslovenia       | Israel · Francia         |
| 212         | 20:15–20:45 | Yudo                  | –73 kg M                          | Israel       | Georgia         | Eslovenia · Bélgica      |
| 213         | 20:45–21:20 | Yudo                  | +90 kg (ciegos) M                 | Azerbaiyán   | Ucrania         | Rusia · Azerbaiyán       |
| 214         | 21:25–21:50 | Yudo                  | –70 kg F                          | Países Bajos | Alemania        | Austria · Alemania       |
| 215         | 21:55–22:20 | Yudo                  | –81 kg M                          | Georgia      | Rusia           | Alemania · Francia       |
| 216         | 20:30–21:00 | Baloncesto 3x3        | Torneo F                          | Rusia        | Ucrania         | España                   |
| 217         | 21:00–21:30 | Baloncesto 3x3        | Torneo M                          | Rusia        | España          | Serbia                   |
| 27 de junio |             |                       |                                   |              |                 |                          |
| 218         | 15:30–16:30 | Esgrima               | Espada por equipos M              | Francia      | Rusia           | Italia                   |
| 219         | 16:30–17:30 | Esgrima               | Sable por equipos F               | Ucrania      | Italia          | Rusia                    |
| 220         | 17:30–18:30 | Esgrima               | Florete por equipos M             | Reino Unido  | Italia          | Rusia                    |
| 221         | 17:43–17:47 | Natación              | 400 m estilos M                   | Rusia        | Rusia           | Polonia                  |
| 222         | 17:52–17:54 | Natación              | 100 m espalda F                   | Rusia        | Rusia           | Francia                  |
| 223         | 17:56–17:58 | Natación              | 100 m braza M                     | Rusia        | Lituania        | Reino Unido              |
| 224         | 18:09–18:11 | Natación              | 100 m braza F                     | Rusia        | Italia          | Rusia                    |
| 225         | 18:22–18:25 | Natación              | 200 m libre M                     | Reino Unido  | Reino Unido     | Rusia                    |
| 226         | 18:28–18:31 | Natación              | 200 m estilos F                   | Alemania     | Italia          | Reino Unido              |
| 227         | 18:50–18:52 | Natación              | 100 mariposa M                    | Rusia        | España          | Rusia                    |
| 228         | 19:02–19:03 | Natación              | 50 m mariposa F                   | Rusia        | Austria         | Dinamarca                |
| 229         | 19:06–19:07 | Natación              | 50 m libre M                      | Israel       | Italia          | Rusia                    |
| 230         | 19:26–19:32 | Natación              | 4x200 m libre F                   | Rusia        | Países Bajos    | Reino Unido              |
| 231         | 19:55–19:58 | Natación              | 4x100 m estilos M                 | Rusia        | Reino Unido     | Polonia                  |
| 232         | 16:00–20:00 | Voleibol              | Torneo F                          | Turquía      | Polonia         | Serbia                   |
| 233         | 18:00–19:00 | Bádminton             | Doble F                           | Bulgaria     | Rusia           | Turquía · Dinamarca      |
| 234         | 19:00–20:00 | Bádminton             | Doble M                           | Dinamarca    | Rusia           | Alemania · Irlanda       |
| 235         | 18:00–18:15 | Boxeo                 | Ligero (60 kg) F                  | Irlanda      | Francia         | Azerbaiyán · Alemania    |
| 236         | 18:15–18:35 | Boxeo                 | Ligero (60 kg) M                  | Azerbaiyán   | Francia         | Irlanda · Polonia        |
| 237         | 18:45–19:05 | Boxeo                 | Wélter (69 kg) M                  | Azerbaiyán   | Rusia           | Reino Unido · Ucrania    |
| 238         | 19:15–19:35 | Boxeo                 | Medio (75 kg) M                   | Irlanda      | Azerbaiyán      | Rusia · Hungría          |
| 239         | 19:45–20:05 | Boxeo                 | Pesado (91 kg) M                  | Azerbaiyán   | Ucrania         | Rusia · Croacia          |
| 240         | 19:00–19:30 | Yudo                  | –90 kg M                          | Rusia        | Georgia         | Países Bajos · Grecia    |
| 241         | 19:30–20:00 | Yudo                  | –78 kg F                          | Países Bajos | Alemania        | Eslovenia · Países Bajos |
| 242         | 20:00–20:30 | Yudo                  | –100 kg M                         | Países Bajos | República Checa | Bélgica · Francia        |
| 243         | 20:30–21:00 | Yudo                  | +78 kg F                          | Francia      | Alemania        | Turquía · Ucrania        |
| 244         | 21:00–21:30 | Yudo                  | +100 kg M                         | Georgia      | Israel          | Rusia · Ucrania          |
| 28 de junio |             |                       |                                   |              |                 |                          |
| 245         | 12:00–13:00 | Bádminton             | Individual M                      | España       | Dinamarca       | Alemania · Lituania      |
| 246         | 13:00–14:00 | Bádminton             | Individual F                      | Dinamarca    | Bélgica         | España · Bulgaria        |
| 247         | 14:00–15:00 | Bádminton             | Doble mixto                       | Dinamarca    | Francia         | Alemania · Irlanda       |
| 248         | 13:00–15:00 | Voleibol              | Torneo M                          | Alemania     | Bulgaria        | Rusia                    |
| 249         | 15:40–15:45 | Ciclismo BMX          | Individual F                      | Dinamarca    | Francia         | República Checa          |
| 250         | 16:30–16:35 | Ciclismo BMX          | Individual M                      | Francia      | Países Bajos    | Suiza                    |
| 251         | 14:30–16:30 | Yudo                  | Equipo F                          | Francia      | Alemania        | Italia · Eslovenia       |
| 252         | 14:30–16:30 | Yudo                  | Equipo M                          | Francia      | Georgia         | Rusia · Ucrania          |
| 253         | 16:00–17:15 | Fútbol playa          | Torneo M                          | Rusia        | Italia          | Portugal                 |

- M – masculino
- F – femenino

| Días 13 14 15 16 17 18 19 20 21 22 23 24 25 26 27 28 |